# Lac Arvo
Le lac Arvo (en italien : Lago Arvo) est un lac de barrage situé en partie à San Giovanni in Fiore et Aprigliano dans la province de Cosenza  en Calabre. Il est relié par un tunnel au lac Ampollino.  La retenue d'eau alimente les turbines d'une centrale hydroélectrique.